# Lichinella intermedia
Lichinella intermedia är en lavart som beskrevs av Henssen, Büdel & T. H. Nash. Lichinella intermedia ingår i släktet Lichinella och familjen Lichinaceae.   Inga underarter finns listade i Catalogue of Life.